# Chocques
 Chocques  es una población y comuna francesa, situada en la región de Norte-Paso de Calais, departamento de Paso de Calais, en el distrito de Béthune y cantón de Béthune-Nord.

## Demografía
| 3507 | 3736 | 3447 | 3221 | 2990 | 2918 |
| Para los censos de 1962 a 1999 la población legal corresponde a la población sin duplicidades (Fuente: INSEE [Consultar]) |      |      |      |      |      |